# ادوارد لالو

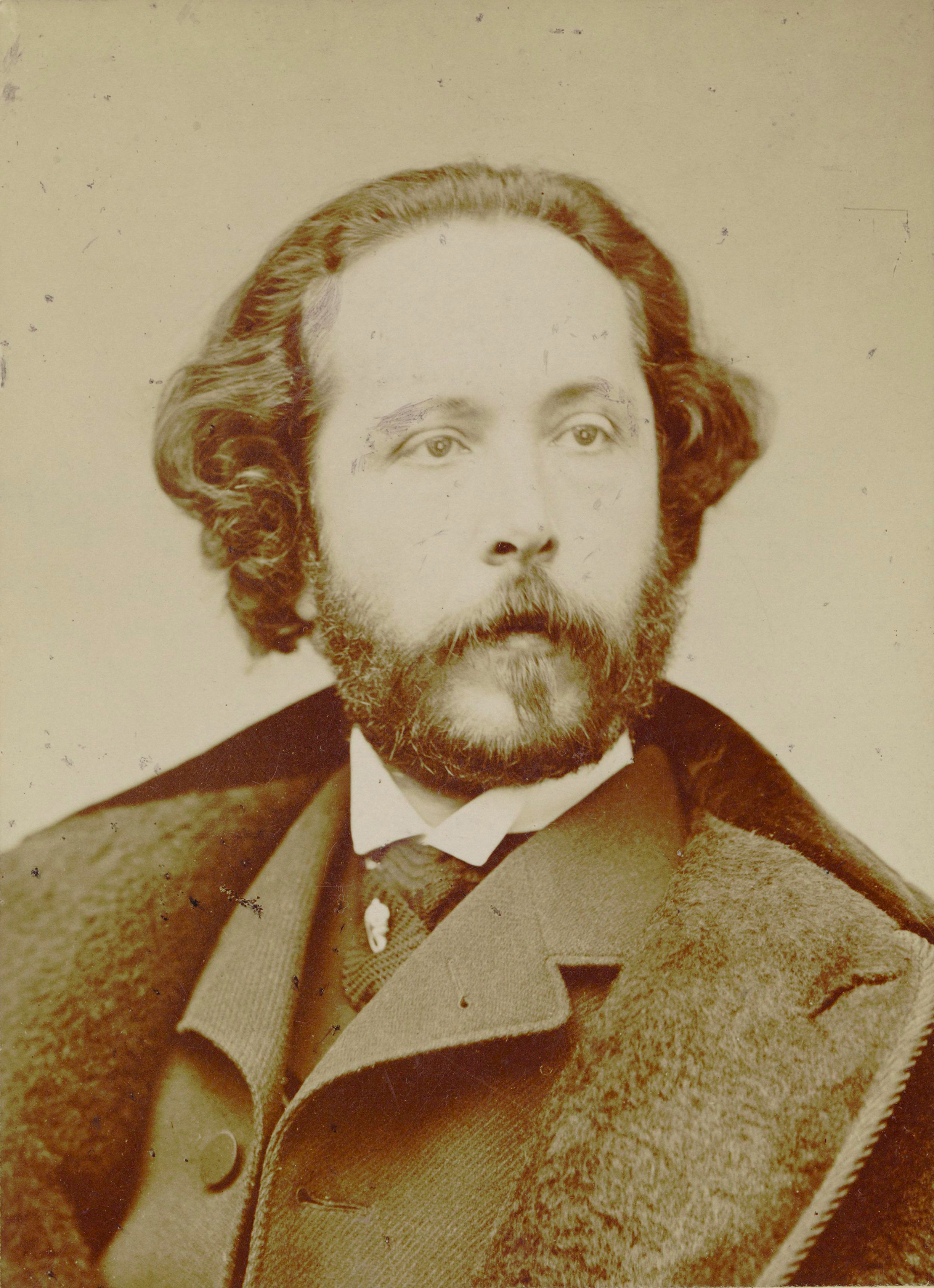
ادوار لالو

ادوار(د) ویکتوار آنتوان لالو (به فرانسوی: Édouard Victoire Antoine Lalo) آهنگساز فرانسوی در ۲۷ ژانویه ۱۸۲۳ در لیل زاده شد و در ۲۲ آوریل ۱۸۹۲ در پاریس درگذشت.

## برخی از آثار
- کنسرتو ویلن
- کنسرتو ویلنسل
- کنسرتو پیانو
- باله نامونا
- فهرست آثار

## شنیدن آثار
- youtube
- سمفونی اسپانیول